# Breggia (commune)
Breggia est une commune suisse du canton du Tessin, située dans le district de Mendrisio.
Elle est née en 2009 à la suite de la fusion des anciennes communes de Bruzella, Cabbio, Caneggio, Morbio Superiore, Muggio et Sagno,.

## Voir également
- Gorges de la Breggia